# M33 (spårvagn)

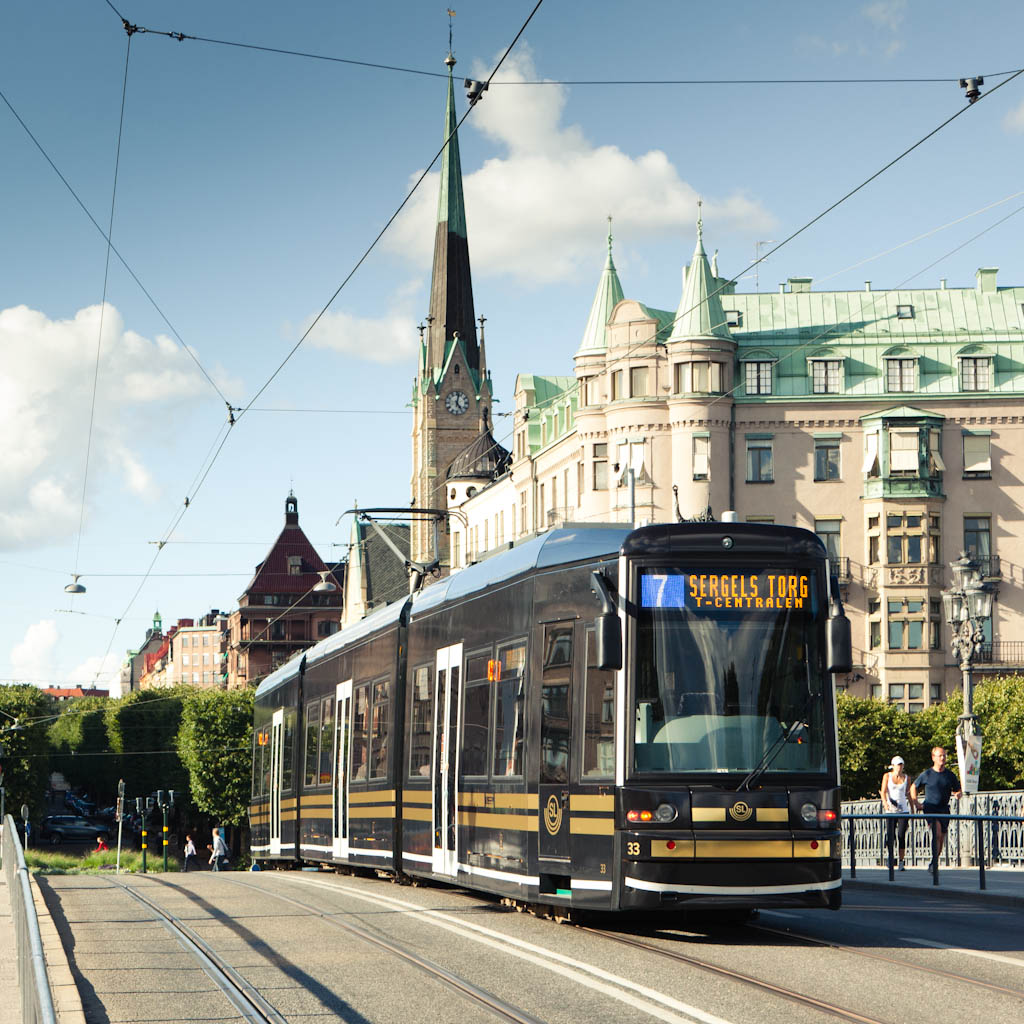
En Bombardier Flexity Classic spårvagn I Stockholm

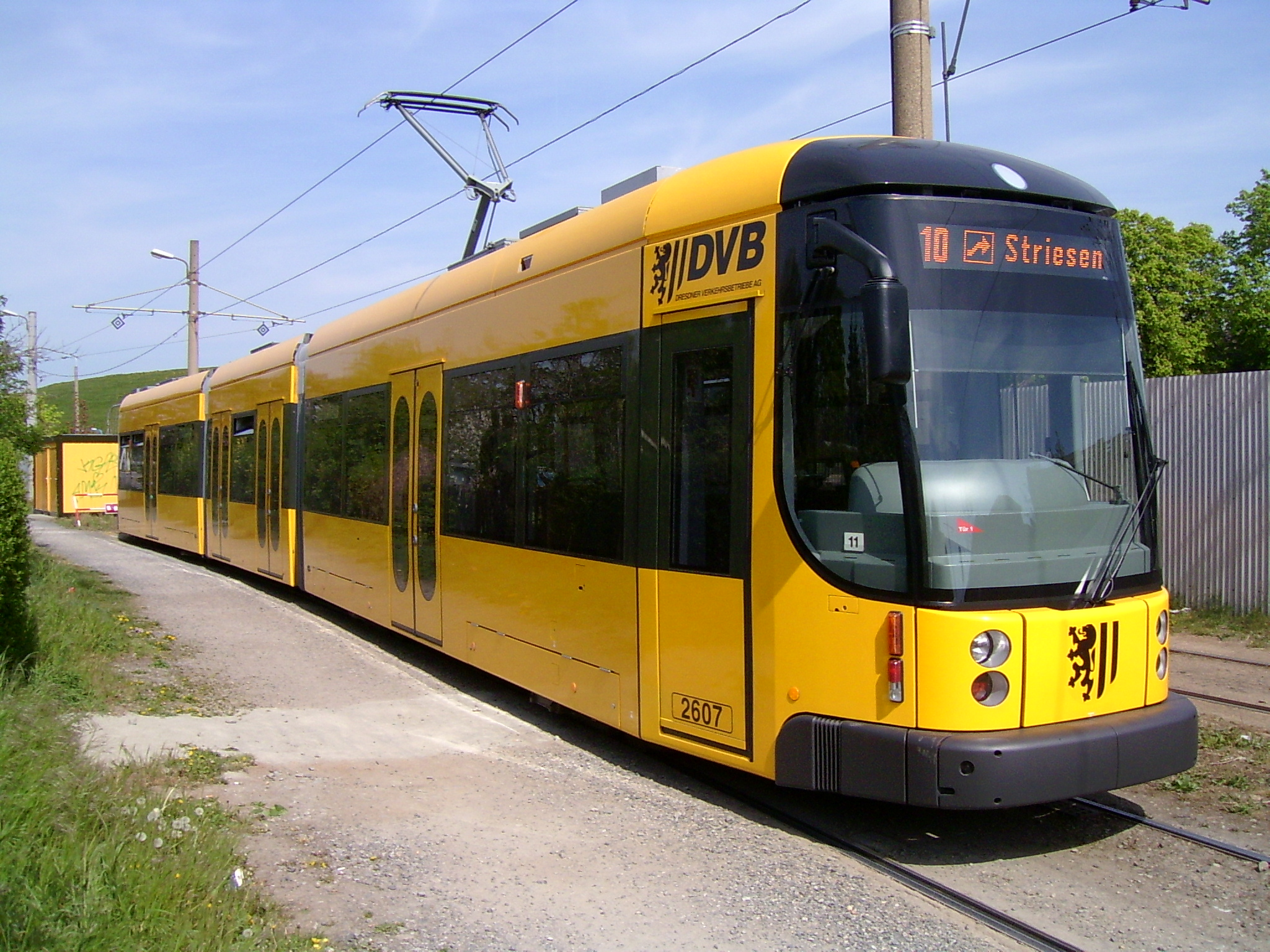
En Bombardier Flexity-spårvagn i Dresden (Vagntyp NGTD8DD)

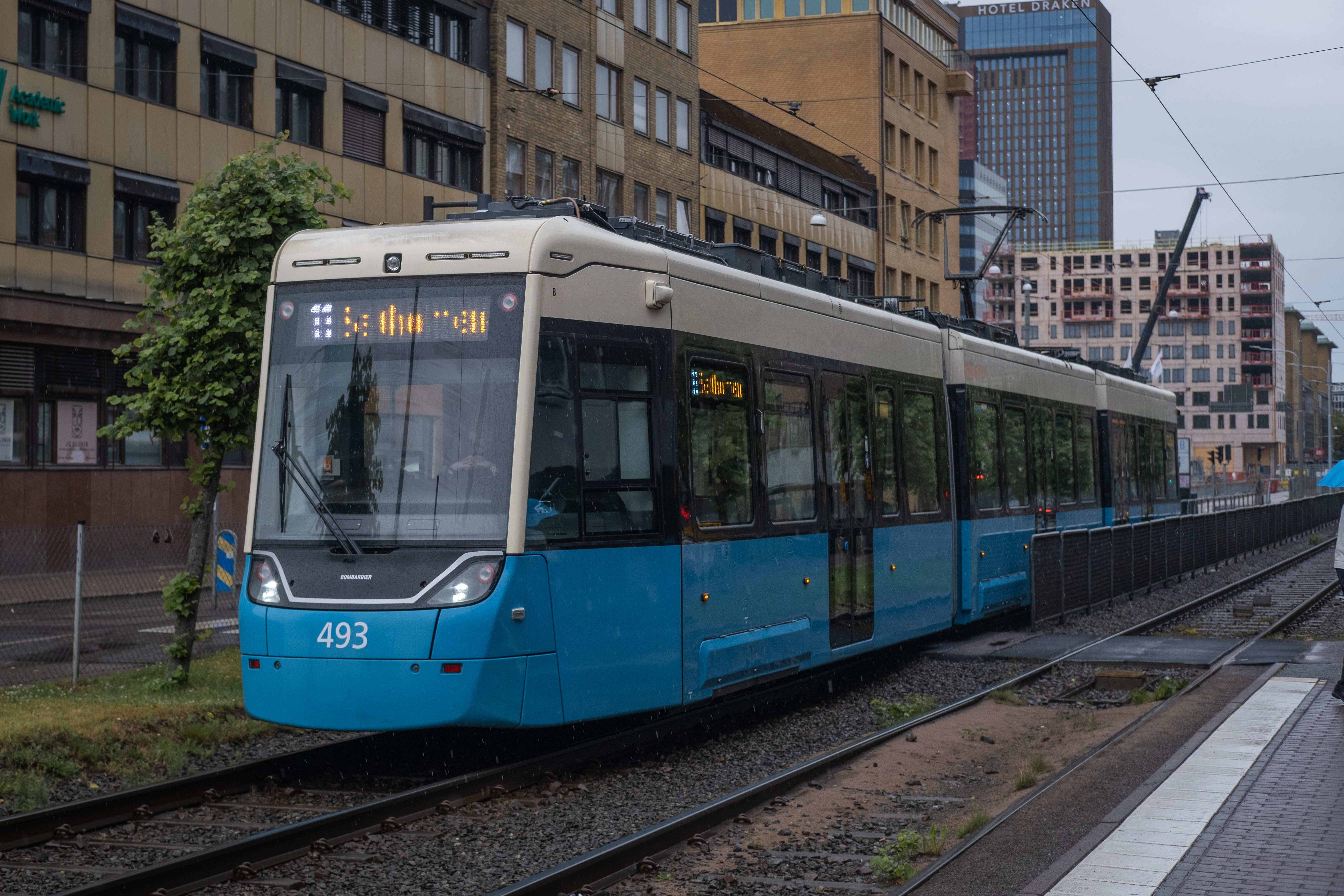
En dubbelriktad M33-spårvagn i Göteborg.

M33 är litteran på en spårvagnstyp i Göteborg som levererades åren 2019 till 2023 och togs i drift i september 2020. Spårvagnen finns i två varianter, M33A och M33B. Den huvudsakliga skillnaden mellan varianterna är att den senare är dubbelriktad. De första två exemplaren levererades till Göteborg i december 2019 samt i mars 2020 och undergick då en mängd tester för att se till att förväntad kvalitet hölls. Totalt skulle vagnarna gå 20 000 kilometer innan de var färdigtestade.
Vagnarna sattes sedan in i ordinarie trafik den 24 september respektive den 29 oktober 2020.

## Upphandling
15 april 2016 meddelade Göteborgs Spårvägar AB att Bombardier Transportation Sweden AB/Vossloh Kiepe GmbH vunnit upphandlingen om att få leverera M33. Den plattformsmodell som valts heter Flexity Classic och finns idag i Melbourne i Australien, Dresden, Bremen och ytterligare några städer i Tyskland samt Norrköping i Sverige. Tidigare fanns den även i Stockholm.
Arbetet med att ta fram specifikationer samt förbereda upphandlingsförfarande pågick under 2013–2015. Det fanns ett politiskt beslut att beställa minst 40 och upp till 100 stycken. Tanken var att de första nya spårvagnarna skulle levereras 2016, men detta flyttades fram.  Efter att inköpsbeslutet överklagats till domstol av en konkurrent så blev det en försening, men beställningen hos leverantören offentliggjordes 11 oktober 2016 och spårvagnarna kunde börja levereras cirka två år efter slutlig beställning. 
De första två spårvagnarna levererades till Göteborg den 13 december 2019 respektive den 5 mars 2020 och den sista den 15 november 2023. Efter leverans skulle vissa saker installeras i vagnarna och sedan väntade en provkörning på minst 20 000 km för vardera vagn  i linjetrafik och därefter slutligt godkännande innan resterande vagnar fick levereras. Leveransen av samtliga vagnar beräknades från början vara avslutad på våren 2022 men på grund av förseningar så dröjde det ända till hösten 2023.
Kontraktsvärde på grundbeställningen ligger på cirka 140 miljoner euro (ca 1,4 miljarder kronor). I beloppet ingår förutom kostnader för vagnarna även engångskostnader för utveckling samt dokumentation och utbildning.
Efter grundleveransen fanns alltså möjlighet att köpa ytterligare 60 vagnar à 10 stycken per beställning. Dessa kunde vara av typ A (enkelriktningsvagnar) eller B (dubbelriktningsvagnar). Möjlighet fanns även att beställa dessa som typ C vagnar. Typ C är 45 meter lång vilket ger en ökad passagerarkapacitet men kräver dock förlängning av vissa hållplatser och ombyggnad av signalsystem, korsningar, depåer, mm. för att fungera i trafiken.
I slutet av september 2021 meddelade Västtrafik att man köper in 40 vagnar av typ C som kommer att få littera M34 och vara enkelriktningsvagnar. I maj 2022 beställdes ytterligare 20 vagnar. Dessa kommer att levereras mellan 2024 och 2027 och ska till en början användas på linjerna 5 och 11 för att sedan kunna användas på samtliga linjer när alla hållplatser är anpassade.

## Egenskaper
Grundleveransen bestod av 40 spårvagnar à 33 meter. 30 stycken är av typ A som har en förarhytt i ena änden och dörrar på höger sida, alltså vagnar för enkelriktningsfärd. Detta kräver vändslingor på ändhållplatserna vilket samtliga ändhållplatser i Göteborg har. 10 stycken är av typ B som är lämpade för dubbelriktningsfärd med förarhytt i båda ändar och dörrar på båda sidor av vagnen. De är dock tänkta för de fall där en linje måste kortas av vid spårarbete och vändmöjligheter saknas. Dessa behöver dock användas i den ordinarie trafiken ända tills samtliga vagnar av typ A har levererats. Därefter kommer de bara att sättas in vid vagnbrist och när tillräckligt många vagnar av typ M34 har levererats så kommer de bara att användas för sitt ursprungliga ändamål.
A i typbeteckningen för M33A skrivs dock inte ut, man benämner vagnarna M33 och M33B. M33B är dubbelriktningsvagnarna och dessa har individnummer 490-499 medan M33A har 501-530.
Samtliga vagnar har 95% låggolv vilket innebär en mycket god tillgänglighet för alla typer av resenärer.
Den ut- och invändiga designen för vagnarna färdigställdes i oktober 2017. Exteriören är målad i samma blåa kulör som karaktäriserar Göteborgs befintliga spårvagnsflotta medan interiören går i en ljusgrå nyans.
På Göteborgs Spårvägsmuseum i Gårdahallen som drivs av Spårvägssällskapet Ringlinien kunde man beskåda en trämodell i fullskala av den M33 märkt som nummer 500. Modellen, som var tillverkad av en snickerifirma i södra Berlin, föreställde den första tredjedelen av den tredelade M33.

## Olyckor (urval)
- Den 19 november 2021 kolliderade vagn 490 med ett nedfallet träd i närheten av hållplats Bäckeliden och fick en del skador i ena änden. Vagnen skickades till tillverkaren för reparation samt återställning och är nu åter i trafik.

- Den 20 maj 2022  blev vagn 491 påkörd bakifrån av M32 vagn 449 vid slingan Opaltorget i Tynnered med mindre skador som följd. Olyckan skedde i låg fart och inga personer skadades.
- Den 26 februari 2024 körde vagn 515 in i M31 353 på Angeredsbanan. Vagnen fick skador i fronten och står nu hos Alstom i Motala för utredning kring huruvida det är möjligt att reparera vagnen.[13]

## Leverans (M33B, 490–499)
| Vagn | Leveransdatum | Första trafikdag | Anmärkning         |
| ---- | ------------- | ---------------- | ------------------ |
| 490  | 2019-12-13    | 2020-09-24       | Första provvagnen  |
| 491  | 2020-03-05    | 2020-10-29       | Andra provvagnen   |
| 492  | 2021-02-19    | 2021-05-24       | Första serievagnen |
| 493  | 2021-01-08    | 2021-04-30       |                    |
| 494  | 2021-04-15    | 2021-06-14       |                    |
| 495  | 2021-05-02    | 2021-06-19       |                    |
| 496  | 2021-08-19    | 2021-09-22       |                    |
| 497  | 2021-10-08    | 2021-11-12       |                    |
| 498  | 2021-10-28    | 2021-12-08       |                    |
| 499  | 2021-11-26    | 2022-01-14       |                    |

## Leverans (M33A, 501–530)
| Vagn | Leveransdatum | Första trafikdag | Anmärkning                                       |
| ---- | ------------- | ---------------- | ------------------------------------------------ |
| 501  | 2021-03-10    | 2021-07-12       | Första enkelriktningsvagnen                      |
| 502  | 2022-01-07    | 2022-02-08       | Försenad på grund av korgfel                     |
| 503  | 2021-11-15    | 2021-12-16       |                                                  |
| 504  | 2022-01-24    | 2022-03-01       |                                                  |
| 505  | 2022-02-24    | 2022-03-22       |                                                  |
| 506  | 2022-03-04    | 2022-04-02       |                                                  |
| 507  | 2022-03-24    | 2022-04-17       |                                                  |
| 508  | 2022-03-31    | 2022-04-30       |                                                  |
| 509  | 2022-06-10    | 2022-07-08       | Försenad på grund av omlackering                 |
| 510  | 2022-07-14    | 2022-09-01       | Försenad på grund av omlackering                 |
| 511  | 2022-08-08    | 2022-09-15       | Försenad på grund av omlackering                 |
| 512  | 2022-06-30    | 2022-08-12       |                                                  |
| 513  | 2022-07-07    | 2022-08-25       |                                                  |
| 514  | 2022-09-07    | 2022-10-13       |                                                  |
| 515  | 2022-09-22    | 2022-10-27       |                                                  |
| 516  | 2022-09-28    | 2022-11-10       |                                                  |
| 517  | 2023-01-04    | 2023-02-04       | Försenad på grund av tekniska problem i fabriken |
| 518  | 2023-03-10    | 2023-04-13       |                                                  |
| 519  | 2023-02-23    | 2023-03-24       |                                                  |
| 520  | 2023-03-24    | 2023-04-25       |                                                  |
| 521  | 2023-02-08    | 2023-03-08       |                                                  |
| 522  | 2023-04-25    | 2023-05-24       |                                                  |
| 523  | 2023-05-11    | 2023-06-17       |                                                  |
| 524  | 2023-06-14    | 2023-07-26       |                                                  |
| 525  | 2023-06-21    | 2023-07-27       |                                                  |
| 526  | 2023-07-13    | 2023-08-24       |                                                  |
| 527  | 2023-08-10    | 2023-09-05       |                                                  |
| 528  | 2023-08-24    | 2023-09-20       |                                                  |
| 529  | 2023-09-21    | 2023-10-20       |                                                  |
| 530  | 2023-11-15    | 2023-12-02       |                                                  |

## Namngivna M33or
Sedan 1996 har Göteborgs Spårvägars kulturpristagares namn hamnat på spårvagnar i Göteborg och från och med 2020 har det varit M33or som namngivits. Vagnar med namn än så länge:
| Vagn | Namn               | År   |
| ---- | ------------------ | ---- |
| 491  | Mikkey Dee         | 2020 |
| 492  | Lotta Engberg      | 2021 |
| 493  | Sissela Kyle       | 2022 |
| 494  | Joel Lundqvist     | 2023 |
| 495  | Tomas von Brömssen | 2024 |